# Disappear
«Disappear» es un sencillo del grupo australiano de rock INXS, el segundo desprendido de su séptimo álbum de estudio X, y fue publicado el 8 de diciembre de 1990. La canción fue escrita por Michael Hutchence, Garry Gary Beers y Jon Farriss mientras vivieron juntos en Hong Kong en 1989.
"Disappear" alcanzó el número ocho en el Billboard Hot 100 norteamericano en febrero de 1991, convirtiéndose en el séptimo y último single entre los diez primeros de la banda. En Canadá, la canción alcanzó el número uno durante dos semanas. Tuvo menos éxito en el UK Singles Chart británico, donde alcanzó el número 21 en diciembre de 1990. En los premios APRA Music Awards de 1992 la canción ganó el premio "Most Performed Australian Work Overseas.
El lado B del sencillo es el tema experimental "Middle Beast", obra del bajista Garry Gary Beers.
El video estuvo a cargo de la directora australiana Claudia Castle.

## Formatos
Formatos del sencillo:
En disco de vinilo de 7"
7 pulgadas. 1990 WEA 903173105-7 . 1990 Atlantic Records 7-87784 . 1990 Mercury Records 878 646-7  /  / 
| Lado A |             |                                 |          |  |
| N.º    | Título      | Escritor(es)                    | Duración |  |
| 1.     | «Disappear» | Jon Farriss y Michael Hutchence | 4:08     |  |

| Lado B |                |                  |          |  |
| N.º    | Título         | Escritor(es)     | Duración |  |
| 1.     | «Middle Beast» | Garry Gary Beers | 4:56     |  |

En disco de vinilo de 12"
12 pulgadas. 1990 WEA Records 903173291-0 . 1990 Atlantic Records 0-86093 . 1990 Mercury Records 878 647-1 
| Lado A |                                |                                 |          |  |
| N.º    | Título                         | Escritor(es)                    | Duración |  |
| 1.     | «Disappear» (Extended 12" Mix) | Jon Farriss y Michael Hutchence | 6:50     |  |

| Lado B |                                     |                                    |          |  |
| N.º    | Título                              | Escritor(es)                       | Duración |  |
| 1.     | «Middle Beast»                      | Garry Gary Beers                   | 4:56     |  |
| 2.     | «What You Need» (Coldcut Force Mix) | Andrew Farriss y Michael Hutchence | 6:32     |  |

12 pulgadas. 1990 Mercury Records INXSP 1512 
| Lado A |                                |                                 |          |  |
| N.º    | Título                         | Escritor(es)                    | Duración |  |
| 1.     | «Disappear» (Extended 12" Mix) | Jon Farriss y Michael Hutchence | 6:50     |  |

| Lado B |                                       |                                    |          |  |
| N.º    | Título                                | Escritor(es)                       | Duración |  |
| 1.     | «New Sensation» (Extended Dance Mix)  | Andrew Farriss y Michael Hutchence | 6:19     |  |
| 2.     | «Need You Tonight» (Ben Liebrand Mix) | Andrew Farriss y Michael Hutchence | 5:08     |  |

En Casete
| Casete. 1990 Mercury Records 878 646-4 . 1990 Atlantic Records 78 77844 Atlantic Records 7 4-87784 |                |                                 |          |  |
| N.º                                                                                                | Título         | Escritor(es)                    | Duración |  |
| 1.                                                                                                 | «Disappear»    | Jon Farriss y Michael Hutchence | 4:08     |  |
| 2.                                                                                                 | «Middle Beast» | Garry Gary Beers                | 4:56     |  |

Casete. 1990 Atlantic Records 4-86093 
| Lado A |                                |                                 |          |  |
| N.º    | Título                         | Escritor(es)                    | Duración |  |
| 1.     | «Disappear»                    | Jon Farriss y Michael Hutchence | 4:08     |  |
| 2.     | «Disappear» (Extended 12" Mix) | Jon Farriss y Michael Hutchence | 6:50     |  |

| Lado B |                                     |                                    |          |  |
| N.º    | Título                              | Escritor(es)                       | Duración |  |
| 1.     | «Middle Beast»                      | Garry Gary Beers                   | 4:56     |  |
| 2.     | «What You Need» (Coldcut Force Mix) | Andrew Farriss y Michael Hutchence | 6:32     |  |

En CD
| Mini CD 1990 WEA WMD5-4040 |                |                                 |          |  |
| N.º                        | Título         | Escritor(es)                    | Duración |  |
| 1.                         | «Disappear»    | Jon Farriss y Michael Hutchence | 4:08     |  |
| 2.                         | «Middle Beast» | Garry Gary Beers                | 4:56     |  |

| CD 1990 Atlantic Records 7 86093-2 . 1990 Mercury Records 878 647-2 / . 1990 WEA 903173325-2 |                                     |                                    |          |  |
| N.º                                                                                          | Título                              | Escritor(es)                       | Duración |  |
| 1.                                                                                           | «Disappear»                         | Jon Farriss y Michael Hutchence    | 4:08     |  |
| 2.                                                                                           | «Disappear» (Extended 12" Mix)      | Jon Farriss y Michael Hutchence    | 6:50     |  |
| 3.                                                                                           | «Middle Beast»                      | Garry Gary Beers                   | 4:56     |  |
| 4.                                                                                           | «What You Need» (Coldcut Force Mix) | Andrew Farriss y Michael Hutchence | 6:32     |  |

| CD 1990 Mercury Records INXCD15 |                                     |                                    |          |  |
| N.º                             | Título                              | Escritor(es)                       | Duración |  |
| 1.                              | «Disappear»                         | Jon Farriss y Michael Hutchence    | 4:08     |  |
| 2.                              | «Disappear» (Extended 12" Mix)      | Jon Farriss y Michael Hutchence    | 6:50     |  |
| 3.                              | «What You Need» (Coldcut Force Mix) | Andrew Farriss y Michael Hutchence | 6:32     |  |